# Trzęsienie ziemi w Skopju
Trzęsienie ziemi w Skopju (mac. Скопски земјотрес 1963) – trzęsienie ziemi z 26 lipca 1963 roku, które nawiedziło górną część doliny Wardaru z miastem Skopje. Mimo stosunkowo niewielkiej magnitudy, wstrząs z bardzo płytkim ogniskiem – bezpośrednio pod centrum miasta – spowodował niemal całkowite zniszczenie stolicy Socjalistycznej Republiki Macedonii. Zginęło 1070 osób, a 3700 odniosło obrażenia.

## Zdarzenie
Pierwszy wstrząs wystąpił o godzinie 5:17 czasu miejscowego i trwał około dwudziestu sekund. Do przemieszczenia skał doszło na głębokości zaledwie sześciu kilometrów, stąd na powierzchni wstrząs był tak mocno odczuwalny. Najwyższe wartości przyspieszenia gruntu zarejestrowano w południowej części miasta (w epicentrum makrosejsmicznym) – intensywność wibracji oceniono tam na VIII i 1/2 stopień w skali Mercallego-Cancaniego-Sieberga. Z tego też względu miasto Skopje bardzo ucierpiało i z tej samej przyczyny siła niszcząca trzęsienia ziemi ograniczyła się właściwie tylko do samej stolicy. Wstrząs odczuto na powierzchni dwustu tysięcy kilometrów kwadratowych.
Należy przy tym zaznaczyć, iż są to tylko szacunki wysnute na podstawie późniejszych obserwacji geologicznych, pomiarów geofizycznych i symulacji komputerowych – w 1963 roku w regionie Skopja nie istniały żadne akcelerometry. Wartość magnitudy, wahająca się w zależności od źródeł rodzimych, europejskich lub amerykańskich na 5.9 – 6.1 także stanowi jedynie wartość oszacowaną.
Największe zniszczenia zanotowano w dolinie rzeki Wardar, gdzie mułowe gleby spowodowały dodatkową intensyfikację wstrząsów. To jednak właśnie tam ocalał jeden z ważniejszych zabytków miasta – piętnastowieczny kamienny most.

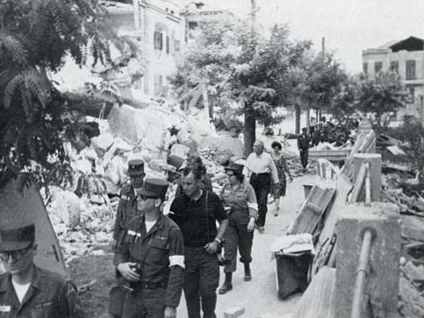
Żołnierze 8. Armii amerykańskiej poznają rozmiar zniszczeń w Skopju w czasie prowadzonej przez nich akcji humanitarnej.

## Skutki
W trzęsieniu ziemi śmierć poniosło 1070 osób, a od trzech do ponad czterech tysięcy odniosło obrażenia. Ponad sto tysięcy osób straciło dach nad głową.
Zniszczeniu uległo w przybliżeniu 75% zabudowy miasta. Zawaliły się m.in. dwa kina, biblioteka, muzeum, siedziba Państwowego Banku Jugosławii i Banku Inwestycyjnego, a także dwa hotele: „Macedonia” i „Skopje”. Pierwszy, pełen gości (180 miejsc), zamienił się w sześciometrowej wysokości stertę gruzów – zginęła większość przebywających w nim ludzi. Z budynku poczty ostała się tylko jedna ściana. Dziesiątki pasażerów czekających na pociąg do Belgradu zginęło przygniecionych dachem hali głównej dworca kolejowego. Zapadły się też dwie pierwsze kondygnacje pięciopiętrowego biurowca „Kaaprus”. Zniszczeniu uległ też jeden z miejskich meczetów na lewym brzegu Wardaru.

## Akcja ratunkowa w gruzach dworca
Jedną z najdramatyczniejszych akcji po trzęsieniu ziemi prowadzono w gruzach dworca kolejowego. Po przebrnięciu przez ośmiometrową warstwę gruzu, wyposażeni w czułe, wykrywające dźwięki urządzenia, francuscy ratownicy dotarli do trzynastu ocalałych osób. Wszystkie uratowano po siedemdziesięciu dwóch godzinach od wstrząsu.

## Odbudowa miasta i pamięć o trzęsieniu
Pomocą w likwidacji skutków trzęsienia ziemi służyło ponad 80 krajów – wśród nich Polska. Polscy architekci z Pracowni Urbanistycznej Warszawy i jednostek z nią współpracujących, oraz Adolf Ciborowski, wówczas Naczelny Architekt Warszawy, znaleźli się w ONZ-owskim projekcie odbudowy Skopja.

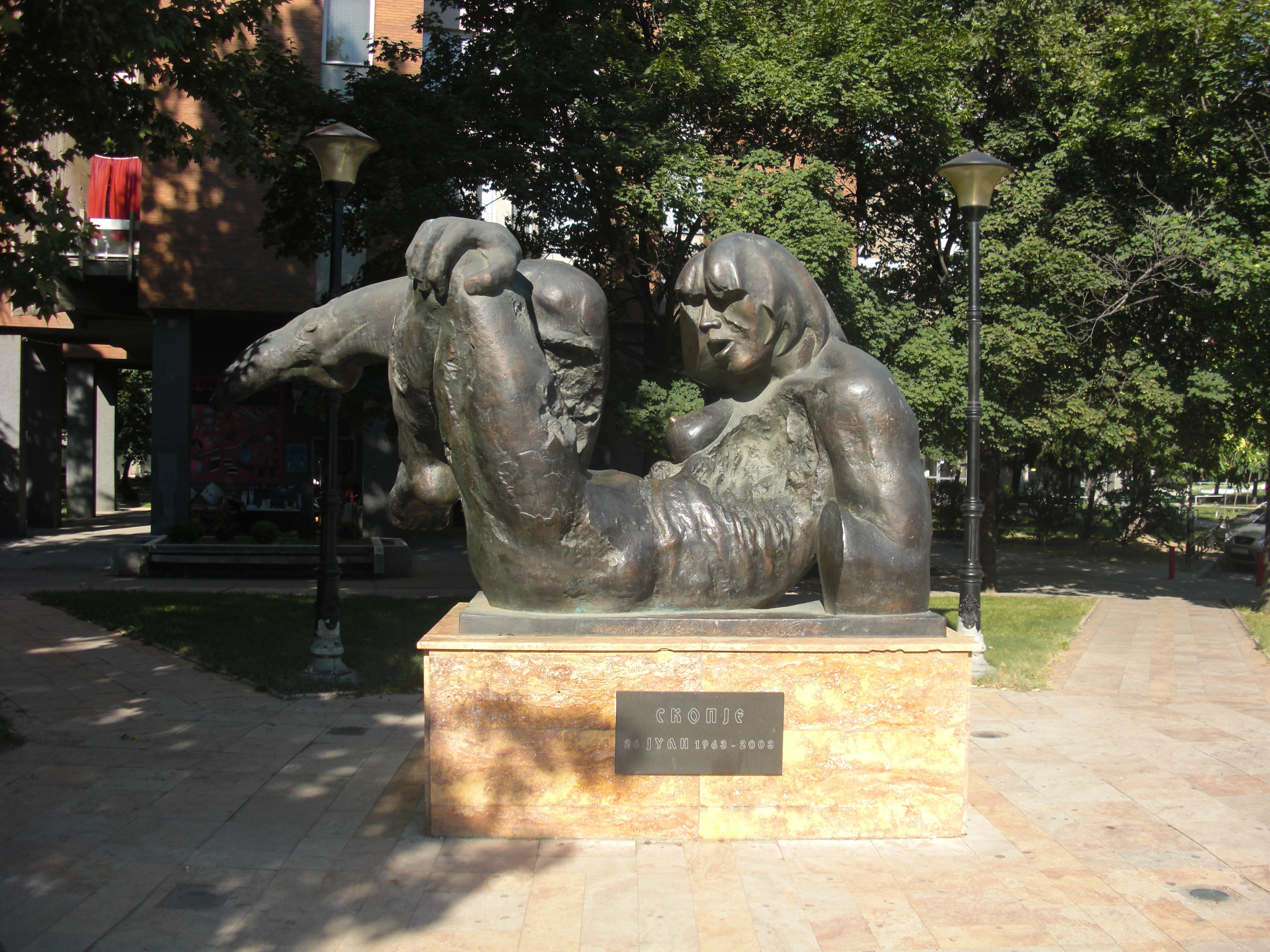
Pomnik upamiętniający ofiary trzęsienia ziemi

Dla upamiętnienia tragicznych wydarzeń zachowano w niezmienionym stanie budynek starego dworca kolejowego, zrujnowany w 1963 roku – z zegarem, który zatrzymał się w chwili trzęsienia ziemi. W budynku mieści się obecnie muzeum ze stałą wystawą opowiadającą o trzęsieniu ziemi oraz pomocy narodów w odbudowie Skopja. W pobliżu muzeum stanął pomnik wyobrażający umierającą kobietę.